# Apple II
Епл II (енгл. Apple II) био је један од првих успешних и масовно произведених личних рачунара, производ фирме Епл компјутер (енгл. Apple Computer) из 1977.
У погледу лакоће употребе, особина и могућности проширења, Епл II био је значајан напредак наспрам свог претходника, Apple I. Приказан по први пут на Рачунарском сајму западне обале (енгл. West Coast Computer Faire) 1977. године, Епл II постао је први масовно произвођени лични рачунар и развио је Епл компјутер у врло успешну фирму. Током година, произведен је читав низ различитих модела под сличним ознакама, и производња модела престала је тек 1993. До тада је произведено скоро шест милиона примерака свих издања.
Епл II постао је један од најпознатијих и најуспешнијих рачунара током ’80-их и раних ’90-их година. Због агресивне маркетиншке кампање постао је први рачунар који је масовно уведен у америчке средње школе. Развој образовног и пословног софтвера (VisiCalc) довео је до употребе рачунара и за потребе школства и пословања.
Изворни оперативни систем био је једноставни бејсик преводилац (интерпретер) који се налазио снимљен у ROM меморији. Већина комерцијалних програма је радила без оперативног система, директно на хардверу рачунара. Apple DOS додат је после почетка производње да подржи прикључивање дискетне јединице. Његов наследник био је Apple ProDOS који је подржавао хијерархијски датотечни систем и већи капацитет дискова.
С необавезним картицама заснованим на микропроцесору Zilog Z80, Епл II могао је да користи оперативни систем CP/M и да покрене Wordstar, dBase II и друге програме.
На врхунцу еволуције, крајем ’80-их, рачунари серије Епл II су већ имали многа решења усвојена с рачунара Макинтош. 1992. године, платформа је већ била 16-битна, са мишем и графичким корисничким окружењем (ГКО) и графичким и звучним могућностима далеко изнад оригинала из 1977.
Врло скупа Епл Лиса са ГКО представљена је 1983. године, али се показала комерцијалним неуспехом због високе цене. Макинтош је приказан 1984. као јефтинија опција за ГКО од Лисе, и почетком ’90-их је преузео примат од Епл II серије. Чак и после увођења Макинтоша, Епл II серија била је примарни извор прихода за компанију читав низ година.  је продаван до 1992, а Apple IIe је престао да се производи тек 15. октобра 1993.

## Дизајн
Епл II био је један од првих кућних рачунара у пластичном кућишту које се могло лако скинути. Матична плоча је имала осам прикључака за проширења, а меморија се могла проширити до 48 килобајта, што је било знатно више од модела Комодор PET и Тенди TRS-80 који су се појавили у то време. Као један од првих продаван је као завршени рачунар, а не као матична плоча за коју је требало направити кућиште, посебно купити тастатуру, монитор итд.
Графика је била високе резолуције за ’70-е. Бејсик је првобитно радио само с целим бројевима (Integer BASIC), а касније и с децималним Еплсофт бејсиком (Applesoft BASIC). Објављивани су многи програми за рачунар у књигама и часописима, што је довело до његове тренутне популарности.

## Модели
Рани модели Епл II су обично означени као , касније Apple //, са додатком слова да означи одређени модел.

### Епл
Први Епл II рачунари почели су се продавати 5. јуна 1977. с микропроцесором MOS Technology 6502 који је радио на 1 MHz, 4 kB RAM меморије, касетним интерфејсом за снимање и учитавање података, и бејсиком уграђеним у ROM меморију машине. Видео-контролер је приказивао 24 линије текста са по 40 знакова у сваком реду, са приказом на стандардном NTSC телевизору (преко посебног модулатора). Цена је првобитно била 1298 долара. (са 4 kB RAM) и 2638 америчких долара (са највише 48 kB RAM). Да би се истакле могућности приказа у боји, логотип на кућишту рачунара је исцртан бојама дуге.
Спољашња дискетна јединица постала је доступна нешто касније и повезивала се преко контролер-картице која се укључивала у један од слободних прикључака на рачунару. Диск II интерфејс био је један од великих достигнућа Стива Вознијака јер је дизајниран са минимумом делова, што је знатно смањило цену
Приступ дизајну диск интерфејса био је типичан за Вознијака. Рачунар је користио разне пречице да смањи број кола и трошкове. Пошто је процесор имао приступ меморији само током сваког другог клок такта, видео-меморија је очитавана током тактова које процесор није користио.
Звук је произвођен једноставним системом „укључи-искључи“ (on-off), дакле само пулсеви су били могући. Вештом манипулацијом времена и ширине пулса могли су се постићи сложени звучни ефекти.
Многе фирме су развиле додатне картице за Епл II. Постојале су серијске, видео, меморијске, мрежне и друге картице. Додатне картице с процесором Зилог Z80 биле су честе.

### ЕплПлус
Епл II Плус, приказан у јуну 1979, имао је Еплсофт бејсик с подржаним операцијама на децималним бројевима (floating point) у ROM меморији.

### и
После успеха рачунара Apple II и Apple II+, Епл је 1978. проширио тржиште на Европу, Аустралију и Далеки исток с моделима Apple II Europlus (Европа и Аустралија) и Apple II J-Plus (Јапан). У тим моделима су урађене нужне промене да би се изашло у сусрет стандардима у тим земљама. Видео-сигнал и улазни напон за исправљач су морали бити измењени. PAL системи су имали посебну видео-картицу. Јапанске верзије су имале подршку за Катакана симболе. Производња Јуроплуса престала је 1983.

### 
је 1983. замењен са Apple IIe, јефтинијом али моћнијом машином с новијим електронским колима. То је помогло да се смањи број делова и убрза рад, као и дода подршка за мала слова и 64 kB RAM меморије. Додатне картице су омогућавале приказ 80 знакова у реду и проширење до 1 MB RAM меморије.
С овим моделом је уведен и DuoDisk, двострука дискетна јединица за дискете од 5,25 инча с новом контролер-картицом. Apple IIe постао је најпопуларнији Apple II модел икада направљен.
Apple IIc је приказан у априлу 1984. као преносиви рачунар. Међутим, није имао батерије и уграђени екран с текућим кристалима, па се није могао користити као модерни лаптоп — у покрету.
IIc био је први модел с микропроцесором 65C02 и имао је уграђену дискетну јединицу од 5,25 инча и 128 kB RAM меморије, уграђени диск контролер, видео-излаз, серијски интерфејс за модем и штампач и улаз за миш или палицу за игру.

### GS
Идући члан линије био је рачунар  приказан 15. септембра 1986. Имао је моћни 16-битни процесор, са 24-битним адресирањем, са проширењем меморије до 8 MB. Графика је подржавала до 4096 боја.
GS је био скоро потпуно сагласан с претходним рачунарима из серије преко посебног чипа званог Mega II који је у ствари био функционална замена за ранији модел Apple IIe (без процесора и меморије). Ово је обезбеђивало пуну подршку за старији софтвер. Нови програми су радили у графичком корисничком окружењу.
Рачунар је укључивао 32-гласовни Енсоник синтесајзер (Ensoniq 5503) са 64 kB засебне меморије.
 256 kB стандардне меморије, уграђене прикључке за проширења, миш, RGB видео излаз, и мрежну картицу AppleTalk.
Првих 50.000 рачунара из серије имали су потпис Стива Вознијака на предњем делу кућишта и звали су се Woz Limited Edition.

### 
Последњи модел из серије II био је Apple IIc Plus уведен 1988. Имао је исту величину и облик као IIc, с тим да је дискетна јединица била од 3,5 инча, напајање је сада било унутар кућишта, а микропроцесор је био 65C02 на 4 MHz. Меморија се могла проширити до 1 MB.
Године 1990, посебна картица под именом Apple IIe Card постала је доступна за Macintosh LC линију рачунара. Ово је у ствари био минијатурни Apple 2e рачунар на картици и омогућавао је коришћење старијих програма преко хардверске емулације.

### Последње године
Макинтош линија рачунара је коначно превазишла Apple II линију почетком ’90-их. Поклоници Епл серије били су љути на компанију зато што је напустила даљи развитак модела. Крај производње модела  објављен је у децембру 1992. а серије IIe у марту 1993.

## Клонови
имао је доста нелегалних клонова у САД и другде. Направљено је више од 190 различитих модела. Многи су имали имена воћа, да би асоцирали купце на оригинални производ. Постојали су клонови и у Совјетском Савезу и Бугарској, са ћириличким знаковима.
У СФРЈ је институт ИРИС из Босне и Херцеговине, у склопу Енергоинвеста, правио клонове Apple II рачунара. Службено име је било ИРИС 8. Због високе цене су углавном коришћени за дигиталне телефонске системе и образовање. Коришћени су донекле и у државним фирмама, истраживачким лабораторијама и у ЈНА. ИРИС 8 изгледао је слично као рани IBM ПЦ, са посебном централном јединицом с уграђене две дискетне јединице од 5,25 инча, и одвојеном тастатуром и монитором. Елитне средње школе су имале скупине од 8, 16 или 32 рачунара повезаних у локалну мрежу са ИРИС 16 PC сервером. Број произведених рачунара није познат.

## Складиште података
У прво време, Apple II је користио аудио касете за складиштење података и програма. Није постојао произведени модел касетофона, па је препоручена верзија у раној документацији био Панасоник RQ309. После појаве модела Disk II, касетни програми су полако нестајали са тржишта.
Disk II је користио 5,25-инчне дискете. Први оперативни систем за дискете био је Apple DOS који је могао да складишти 113.75 kB података на свакој дискети.
Касније, Apple 2e могао је да користи 3,5-инчне дискете с капацитетом од 800 kB и тврде дискове.

### Заоставштина
Данас постоје разни емулатори који омогућавају Apple II софтверу да ради на линуксу, Windows-у и другим оперативним системима. Одрази дискета се могу наћи на интернету за те емулаторе.  и  су међу бољим емулаторима који су сагласни с одразима дискета.
Постоји и ретро рачунарска сцена власника и сакупљача Apple II рачунара која наставља да обнавља, одржава и развија хардвер и софтвер за свакодневно коришћење ових старих рачунара. Постоји низ интернет страница посвећених овом рачунару.

### Утицај на индустрију
серија рачунара имала је изузетан утицај на технологију и на свакодневни живот. Apple II био је први лични рачунар за многе људе, и његова цена била је на нивоу доступном за многе породице. Његова популарност је допринела изузетном расту индустрије видео-игара и образовних програма. BASIC у ROM меморији научио је милионе људи првим корацима у програмирању. Први табеларни програм за прорачуне, VisiCalc, постао је доступан масама са Apple II рачунаром.
Друге компаније су брзо ускочиле на тржиште са својим моделима, што је започело „рат“ у коме су корисници профитирали са све бољим и јефтинијим рачунарима. Успех Apple II рачунара је подстакао и IBM да створи IBM PC, који је подстакао даљи развој рачунарства у правцу све бољих перформанси и ниже цене.
Једна поука из серије Apple II била је важност отворене архитектуре рачунарског система. Први рачунари Apple II долазили су са приручником који је имао целокупну електричну шему рачунара и попис Monitor рутине у ROM меморији која је служила као BIOS. Касније се ово куповало засебно, а често је заузимало неколико приручника. Прикључци Apple II рачунара дозвољавали су периферним картицама да преузму потпуну контролу над магистралом података и имају директан приступ меморији. Ово је подстакло независну индустрију произвођача картица који су произвели право „море“ производа, тиме омогућујући корисницима да израде системе по својој вољи.
С првим Макинтош моделима, Епл је направио затворени систем, што је знатно умањило успех машине. На крају, отворена архитектура IBM PC-ја је надвладала и постала индустријски стандард. Међутим, IBM је од тога имао мало директне финансијске користи пошто су друге фирме преузеле примат у развоју отворене IBM PC архитектуре. У децембру 2004. године, IBM је продао свој одељак за личне рачунаре кинеској компанији Леново.